# ئی‌لایو
ای‌لایو یک توزیع گنو/لینوکس مبتنی بر دبیان برای کامپیوترهای قدیمی با پردازنده‌های اینتل است. ای‌لایو از مدیر پنجره Enlightenment به جای گنوم یا کی‌دی‌ای استفاده می‌کند.